# Бухбах (Горња Баварска)
Бухбах (њем. Buchbach) град је у њемачкој савезној држави Баварска. Једно је од 31 општинског средишта округа Милдорф ам Ин. Према процјени из 2010. у граду је живјело 3.120 становника. Посједује регионалну шифру (AGS) 9183114.

## Географски и демографски подаци
Бухбах се налази у савезној држави Баварска у округу Милдорф ам Ин. Град се налази на надморској висини од 449 метара. Површина општине износи 28,8 km². У самом граду је, према процјени из 2010. године, живјело 3.120 становника. Просјечна густина становништва износи 108 становника/km².